# Husainiden
Die Dynastie der Husainiden (arabisch حسينيون, DMG Ḥusainiyūn), auch Husseiniden, regierte von 1705 bis 1957 als Beys über Tunesien. Sie wurde 1705 von Hussein Ben Ali gegründet, ihre Herrschaft endete mit der Ausrufung der Republik am 25. Juli 1957.

## Geschichte
Nachdem es im 17. Jahrhundert in der osmanischen Regentschaft Tunis immer wieder zu Auseinandersetzungen zwischen Korsaren und Janitscharen um den Einfluss an der Regierung gekommen war, setzte sich 1705 Husain I. ibn Ali als Bey in Tunis durch und begründete die Dynastie der Husainiden. Durch den Bestand der Dynastie und die politische Stabilität kam es in Tunesien vor allem durch die Fähigkeiten der aus Andalusien eingewanderten Morisken wieder zu einem Wirtschaftsaufschwung. So wurden die Landwirtschaft und der Handel mit den europäischen Staaten gefördert, nachdem das Korsarentum an Bedeutung verloren hatte.
1756 wurde Ali I. al-Husain (1735–1756) von den Söhnen seines Vorgängers gestürzt, als diese mit algerischer Hilfe Tunis eroberten. Erst 1807 konnte die Vormacht von Algerien durch einen Sieg der Tunesier unter Hammuda al-Husain (1782–1814) beendet werden. Nach der Ausschaltung der osmanischen Janitscharen sank der Einfluss der Osmanen in Tunesien weiter, so dass die Husainiden faktisch selbständig regieren konnten. Allerdings wurde die tunesische Wirtschaft durch mehrere Pest- und Choleraepidemien sowie die Zerstörung der Korsarenflotte durch Frankreich (1827) erheblich geschwächt.
Unter Muhammad II. al-Husain (1855–1859) und Muhammad III. al-Husain as-Sadaq (1859–1882) begannen Reformen zur Modernisierung des Landes, doch führten diese zu einer starken Verschuldung und zum Staatsbankrott. 1869 übernahmen Großbritannien, Frankreich und Italien die „Finanzkontrolle“ über Tunesien. Zwar wurden mit dem „Fundamentalen Akt“ alle Privilegien aufgehoben und allen Tunesiern die bürgerlichen Rechte zugestanden, doch auch wenn dies 1861 in der ersten arabischen Verfassung bestätigt wurde, trat diese nach Aufständen der Beduinen nie in Kraft.
Nachdem Frankreich die Besetzung von Zypern durch Großbritannien akzeptiert hatte, bekam es in Tunesien freie Hand, besetzte das Land und erzwang im Bardo-Vertrag am 12. Mai 1881 die Anerkennung des Protektoratsstatus durch Bey Muhammad III. Nach der Unabhängigkeit Tunesiens 1956 blieb mit Muhammad VIII. al-Amin der bisherige Bey zunächst Staatsoberhaupt, wurde aber auf Druck des Premiers Habib Bourguiba im Juli 1957 abgesetzt.

## Vertreter
- 1705–1735 Hussein I. Bey
- 1735–1756 Ali I. Bey
- 1756–1759 Rashid Bey
- 1759–1777 Ali II. Bey
- 1777–1814 Hammouda Bey
- 1814–1814 Osman Bey
- 1814–1824 Mahmoud Bey
- 1824–1835 Hussein II. Bey
- 1835–1837 Moustapha Bey
- 1837–1855 Ahmed I. Bey
- 1855–1859 Mohammed Bey
- 1859–1882 Sadok Bey
- 1882–1902 Ali III. Bey
- 1902–1906 Hédi Bey
- 1906–1922 Naceur Bey
- 1922–1929 Habib Bey
- 1929–1942 Ahmed II. Bey
- 1942–1943 Moncef Bey
- 1943–1957 Lamine Bey